# Депресивний регіон
Депреси́вний регіо́н — це у минулому промислово розвинута територія, яка перебуває в процесі структурної перебудови національної економіки або під тиском кон'юнктурних чинників ринку переживає занепад. 
Такими районами можуть бути: 
1. райони, де середній рівень безробіття за останні 3 роки сягав рівня, вищого від середньої величини цього показника в державі загалом;
2. райони, де протягом останніх трьох років спостерігається різке скорочення робочих місць або життєво важливих секторів економіки, що призводить до суттєвого загострення проблем безробіття;
3. райони, де ВВП на одну особу суттєво нижчий середнього показника в державі.